# Strazjata
Strazjata (bulgariska: Стражата) är en ås i Bulgarien.   Den ligger i regionen Plovdiv, i den centrala delen av landet, 130 km öster om huvudstaden Sofia.
Trakten runt Strazjata består till största delen av jordbruksmark. Runt Strazjata är det ganska glesbefolkat, med 28 invånare per kvadratkilometer.